# Représentations diplomatiques au Liberia

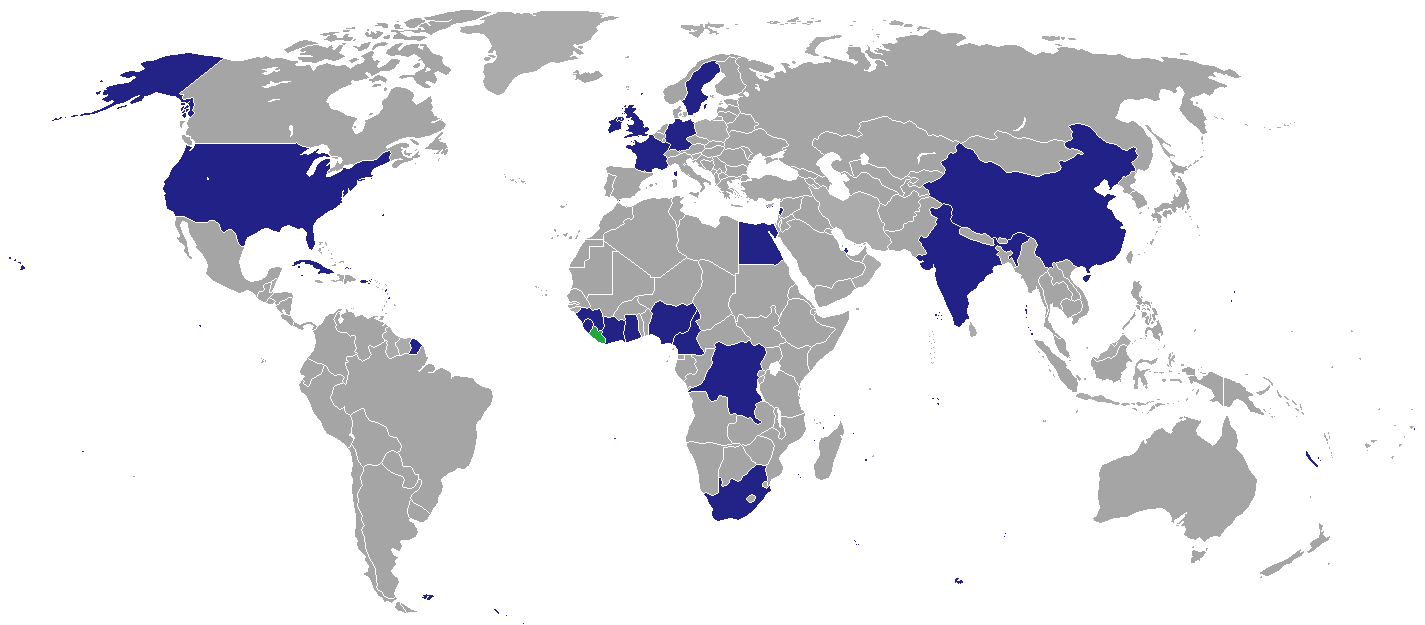
Carte des représentations diplomatiques au Libéria

Voici une liste des représentations diplomatiques au Libéria. La capitale Monrovia abrite 20 ambassades, au moins un bureau consulaire (Gambie) et une agence consulaire représentative (Suisse). Le gouvernement norvégien a annoncé la fermeture de son consulat en novembre 2012, dans le cadre d'une série de compressions budgétaires qui ont vu la fermeture d'au moins six missions diplomatiques norvégiennes dans le monde. 
Plusieurs consuls honoraires résident à Monrovia, comme ceux de Finlande, de l'Inde, et de la Norvège.

## Ambassades
Monrovia
| - Afrique du Sud - Allemagne - Brésil - Cameroun - Chine - Côte d'Ivoire - Cuba - Égypte - États-Unis - France | - Ghana - Guinée - Irlande - Liban - Nigeria - Qatar - Royaume-Uni - Sierra Leone - Suède - Vatican |

## Missions
Monrovia
- Union européenne (Délégation)

## Ambassades non résidentes
| - Argentine (Abuja) - Australie (Accra) - Autriche (Dakar) - Belgique (Abidjan) - Canada (Abidjan) - Croatie (Londres) - Danemark (Accra) - Espagne (Abidjan) - Finlande (Abuja) - Grèce (Abuja) - Inde (Abidjan) - Indonésie (Abuja) - Israël (Abidjan) - Italie (Abidjan) - Japon (Accra) - Lesotho (Tripoli) | - Mali (Conakry) - Mexique (Accra) - Norvège (Abidjan) - Pays-Bas (Dakar) - Pologne (Abuja) - Portugal (Dakar) - République arabe sahraouie démocratique (Accra) - Tchéquie (Accra) - Roumanie (Abuja) - Russie (Abidjan) - Serbie (New York) - Slovaquie (Abuja) - Suisse (Abidjan) - Tanzania (Abuja) - Trinité-et-Tobago (Abuja) - Venezuela (Abuja) |